# Corgathalia viettei
Corgathalia viettei är en fjärilsart som beskrevs av Emilio Berio 1966/67. Corgathalia viettei ingår i släktet Corgathalia och familjen nattflyn. Inga underarter finns listade i Catalogue of Life.